# Rhinoceros (canção)
"Rhinoceros" é uma canção escrita por Billy Corgan, gravada pela banda The Smashing Pumpkins.
É o quarto single do álbum de estreia lançado a 28 de Maio de 1991 Gish.

## Desempenho nas paradas musicais
| Parada musical (1991)              | Posições |
| ---------------------------------- | -------- |
| Estados Unidos - Alternative Songs | 27       |